# Bahnstrecke Nabburg–Schönsee
| |                      |                               |                               |
| Streckennummer (DB): | 5804                 |                               |                               |
| Kursbuchstrecke (DB): | zuletzt 859          |                               |                               |
| Kursbuchstrecke: | 425g (1946)          |                               |                               |
| Streckenlänge: | 46,0 km              |                               |                               |
| Spurweite: | 1435 mm (Normalspur) |                               |                               |
| |                      |                               |                               |
| \| \| \| von Weiden (Oberpf) \| \| \| \| 0,00 \| Nabburg \| 368 m \| \| \| \| nach Regensburg Hbf \| \| \| \| 2,70 \| Stulln-Nabburg (Anst) \| Stulln-Nabburg (Anst) \| \| \| \| Anschluss Fluorchemie Stulln \| \| \| \| \| \| \| \| \| 3,30 \| Brensdorf \| Brensdorf \| \| \| \| Bahnstrecke Regensburg–Weiden \| \| \| \| \| Naab \| \| \| \| \| Bundesautobahn 93 \| \| \| \| 4,70 \| Wölsendorf \| Wölsendorf \| \| \| 8,60 \| Altfalter \| Altfalter \| \| \| \| Schwarzach \| \| \| \| 9,90 \| Schwarzach (b Nabburg) \| Schwarzach (b Nabburg) \| \| \| 12,90 \| Willhof \| Willhof \| \| \| \| Schwarzach \| \| \| \| 14,42 \| Altendorf (b Nabburg) \| Altendorf (b Nabburg) \| \| \| 17,65 \| Schwarzhofen \| Schwarzhofen \| \| \| 22,00 \| Pertolzhofen \| Pertolzhofen \| \| \| 25,66 \| Niedermurach \| Niedermurach \| \| \| 28,94 \| Oberviechtach \| Oberviechtach \| \| \| 32,85 \| Lind (Oberpf) \| 575 m \| \| \| 36,70 \| Winklarn \| Winklarn \| \| \| 40,50 \| Gaisthal \| Gaisthal \| \| \| 46,00 \| Schönsee (Oberpf) \| 646 m \| \| \| \| \| \| \| Quellen: [1][2] \| \| \| \| |                      |                               |                               |
| Strecke |                      | von Weiden (Oberpf)           | von Weiden (Oberpf)           |
| Bahnhof | 0,00                 | Nabburg                       | 368 m                         |
| Abzweig geradeaus und nach links |                      | nach Regensburg Hbf           | nach Regensburg Hbf           |
| ehemalige Blockstelle | 2,70                 | Stulln-Nabburg (Anst)         | Stulln-Nabburg (Anst)         |
| Abzweig geradeaus und von rechts |                      | Anschluss Fluorchemie Stulln  | Anschluss Fluorchemie Stulln  |
| |                      |                               |                               |
| Haltepunkt / Haltestelle (Strecke außer Betrieb) | 3,30                 | Brensdorf                     | Brensdorf                     |
| Kreuzung Anfang Hochstrecke (Strecke geradeaus außer Betrieb) |                      | Bahnstrecke Regensburg–Weiden | Bahnstrecke Regensburg–Weiden |
| Strecke unter Wasserlauf (Strecke außer Betrieb) |                      | Naab                          | Naab                          |
| Strecke (außer Betrieb) |                      | Bundesautobahn 93             | Bundesautobahn 93             |
| Bahnhof (Strecke außer Betrieb) | 4,70                 | Wölsendorf                    | Wölsendorf                    |
| Bahnhof (Strecke außer Betrieb) | 8,60                 | Altfalter                     | Altfalter                     |
| Brücke über Wasserlauf (Strecke außer Betrieb) |                      | Schwarzach                    | Schwarzach                    |
| Bahnhof (Strecke außer Betrieb) | 9,90                 | Schwarzach (b Nabburg)        | Schwarzach (b Nabburg)        |
| Haltepunkt / Haltestelle (Strecke außer Betrieb) | 12,90                | Willhof                       | Willhof                       |
| Brücke über Wasserlauf (Strecke außer Betrieb) |                      | Schwarzach                    | Schwarzach                    |
| Bahnhof (Strecke außer Betrieb) | 14,42                | Altendorf (b Nabburg)         | Altendorf (b Nabburg)         |
| Bahnhof (Strecke außer Betrieb) | 17,65                | Schwarzhofen                  | Schwarzhofen                  |
| Bahnhof (Strecke außer Betrieb) | 22,00                | Pertolzhofen                  | Pertolzhofen                  |
| Bahnhof (Strecke außer Betrieb) | 25,66                | Niedermurach                  | Niedermurach                  |
| Bahnhof (Strecke außer Betrieb) | 28,94                | Oberviechtach                 | Oberviechtach                 |
| Bahnhof (Strecke außer Betrieb) | 32,85                | Lind (Oberpf)                 | 575 m                         |
| Bahnhof (Strecke außer Betrieb) | 36,70                | Winklarn                      | Winklarn                      |
| Bahnhof (Strecke außer Betrieb) | 40,50                | Gaisthal                      | Gaisthal                      |
| Kopfbahnhof Streckenende (Strecke außer Betrieb) | 46,00                | Schönsee (Oberpf)             | 646 m                         |
| |                      |                               |                               |
| Quellen: |                      |                               |                               |

Die Bahnstrecke Nabburg–Schönsee war eine Nebenbahn in Bayern. Sie verlief von Nabburg durch den Oberpfälzer Wald über Oberviechtach nach Schönsee.

## Geschichte

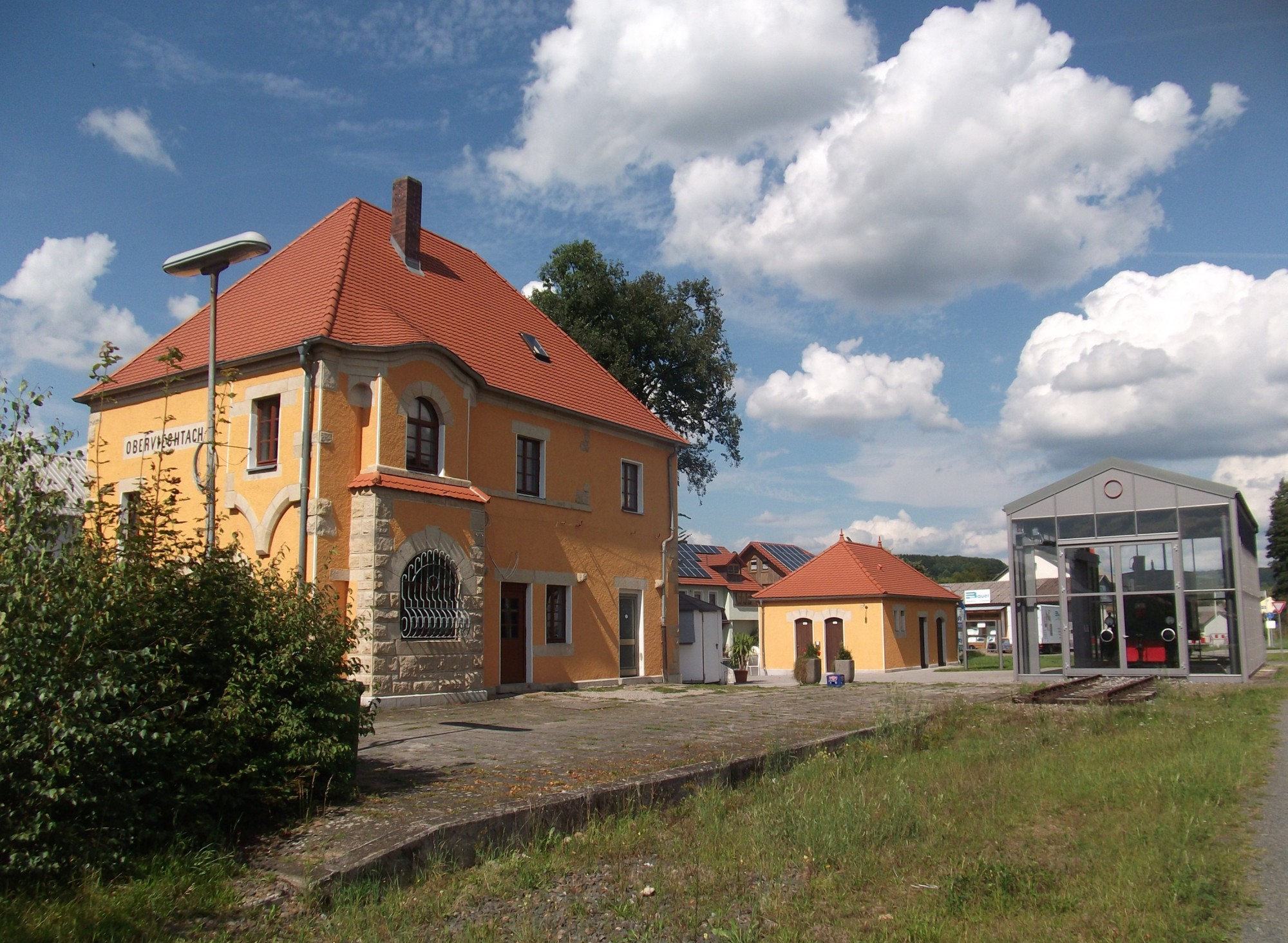
Ehemaliger Bahnhof Oberviechtach (2016)

In den 1890er Jahren gab es erste Pläne für eine Bahnstrecke in diesem Gebiet, Ausgangspunkt sollten die Bahnhöfe Nabburg oder Schwarzenfeld an der Bahnstrecke Regensburg–Weiden werden. Daneben gab es weitere Projekte, die unter anderem eine Verlängerung der im Entstehen begriffenen Bahnstrecke Bodenwöhr–Neunburg vorm Wald vorsahen. 1898 wurde das Projekt Nabburg/Schwarzenfeld–Schönsee genehmigt, zwei Jahre später wurde die Konzession für die Strecke Nabburg–Oberviechtach ausgefertigt.
Die Baukosten des 29 km langen Streckenabschnittes Nabburg–Oberviechtach betrugen rund 1,8 Millionen Mark (kaufkraftbereinigt nach heutiger Währung ca. 14.972.000 Euro), die Erwerbskosten für das benötigte Bauland hatten die anliegenden Gemeinden aufzubringen. Am 18. August 1904 wurde die von den Königlich Bayerischen Staatseisenbahnen betriebene Strecke eröffnet. Die Verlängerung bis Schönsee, wo um jene Zeit – ebenso wie in Oberviechtach – etwa 1.300 Menschen lebten, wurde im Sommer 1904 genehmigt, die eigentlichen Bauarbeiten begannen erst drei Jahre später. Das 13 km lange Teilstück wurde am 1. August 1913 eröffnet, die Baukosten betrugen circa 1,4 Millionen Mark (kaufkraftbereinigt nach heutiger Währung ca. 10.340.000 Euro).
Der Personenverkehr, der in den letzten Jahren ausschließlich mit Schienenbussen bedient worden war, wurde am 30. Mai 1976 eingestellt. Der reguläre Güterverkehr endete seit dem 3. Juni 1984 in Lind, dem Scheitelpunkt der Strecke auf 575 m Höhe. Im übrigen Abschnitt hielt er sich – vor allem dank des Bundeswehrstandortes Oberviechtach – noch bis zum 15. Oktober 1994.
Mit Erlass vom 15. September 1994 hob das Bundesverkehrsministerium Auflagen zur Erhaltung der Infrastruktur zwischen der Anschlussstelle Stulln und Lind auf. Die DB AG kündigte daraufhin an, den Betrieb zum 1. Februar 1995 dauerhaft einzustellen.
Seitdem wurde nur bis zur Anschlussstelle Stulln gefahren. Zum 1. Mai 2006 wurde der verbliebene Streckenabschnitt von Nabburg nach Stulln in ein nichtöffentliches Anschlussgleis der Fluorchemie Stulln umgewandelt. 2010 wurde die Anschlussstelle Nabburg-Stulln im Verzeichnis der Betriebsstellen deswegen als außer Betrieb geführt und durch die neu geschaffene Betriebsstelle Nabburg DB-Grenze ersetzt. Das Anschlussgleis wird bei Bedarf durch DB Cargo bedient.

## Streckenbeschreibung
Die 29 km lange Strecke begann im Bahnhof Nabburg der Bahnstrecke Regensburg–Weiden, der sie auf der Westseite bis zur Anschlussstelle Stulln folgt. Die im Übrigen abgebaute Strecke hatte bei km 3,3 noch den Haltepunkt Brensdorf, überschritt dann die Naab und führte in den Tälern der Schwarzach und Murach aufwärts zur ehemaligen Kreisstadt Oberviechtach. Von dort führte die 1913 eröffnete 17 km lange Verlängerung bis zum Endpunkt Schönsee.
Erhalten geblieben ist die Brücke über die Naab. Diese ist bemerkenswert durch die Verbindung unterschiedlicher Brückenbautechniken, mit denen nacheinander die Bahnstrecke Regensburg–Weiden, eine Straße, der Fluss, eine weitere Straße sowie die Bundesautobahn 93 überquert werden.
Die ehemalige Bahntrasse wurde zum Fahrradweg umgebaut und ist Teil des Bayerisch-Böhmischen Freundschaftsweges.